# Joshua Jay

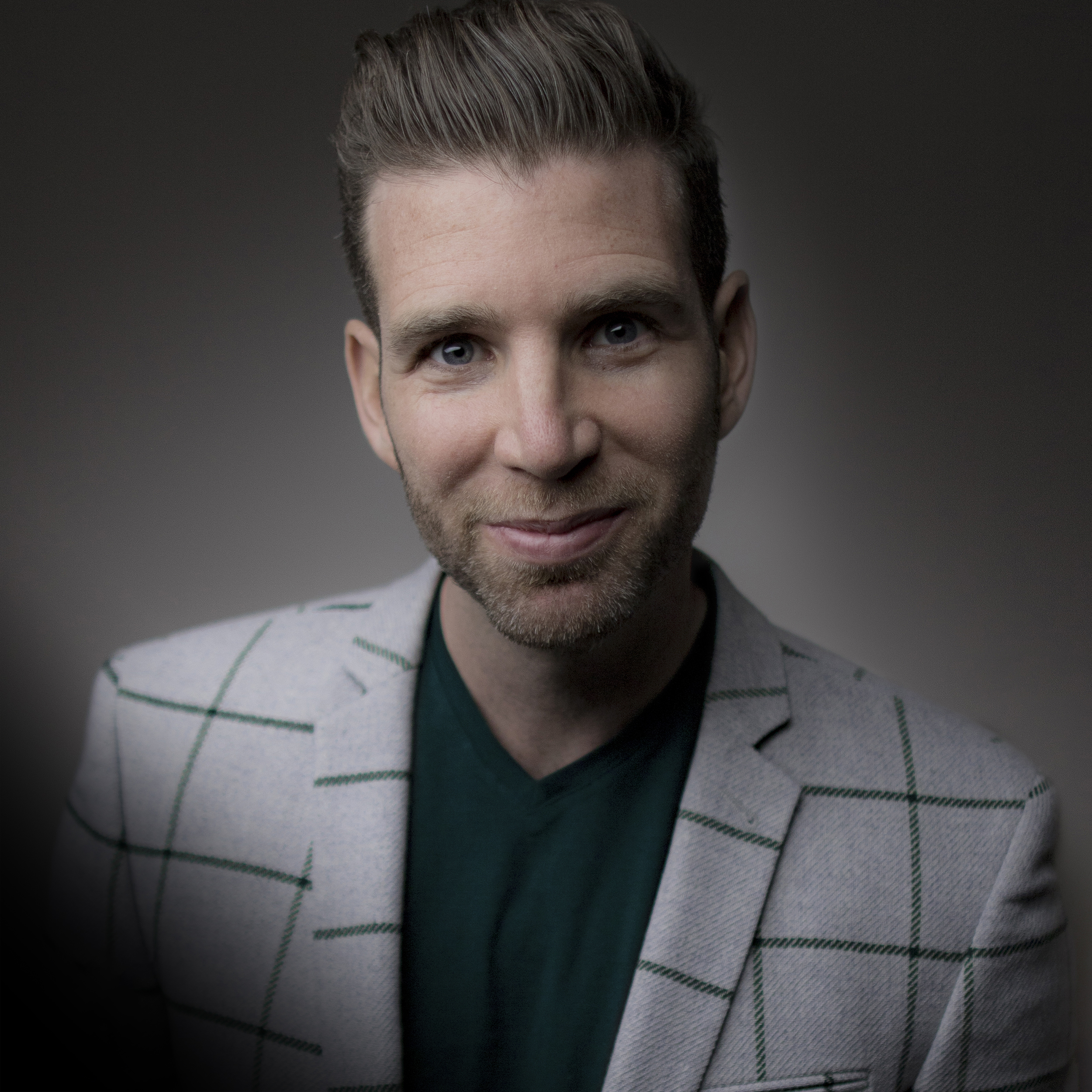
Joshua Jay (2018)

Joshua Jay (* 30. Oktober 1981 in Canton, Ohio) ist ein Close-up-Zauberkünstler aus den Vereinigten Staaten. Er gewann mehrere Auszeichnungen und gab weltweit viele Seminare. Außerdem hat er einige Bücher und DVDs auf den Markt gebracht. Er ist Gründer des Zaubershops Vanishing Inc.

## Leben
Joshuas Vater zeigte ihm einen Kartentrick, als er jung war. Nachdem er einige Stunden in seinem Zimmer experimentiert hatte, kam er auf die Lösung. Seit diesem Tag ging Joshuas Karriere bergauf, 1998 wurde er auf dem World Magic Seminar als Champion gekrönt. Er war in über 50 Ländern gebucht und gab dort Seminare. Er trat vor verschiedenen Politikern und Schauspielern auf und war unter anderem in der TODAY show, auf CNN oder auch in Good Morning America zu sehen. Er trat im berühmten The Magic Castle auf und ist der Autor von zwei Bestseller Büchern, die in fünf verschiedene Sprachen übersetzt wurden. In MAGIC, dem größten Zaubermagazin der Welt, verfasste er von 2002 bis Oktober 2013 jeden Monat fachbezogene Beiträge. 2009 wurde er zum „Internationalen Zauberer des Jahres“ (englisch: „International Magician of the Year“) gewählt.
In der in den USA ausgestrahlten Unterhaltungsshow „Fool Us“ hat Joshua Jay 2015 einen Zaubertrick vorgeführt, dessen Trickprinzip für die Moderatoren Penn & Teller nicht zu durchschauen war.

## Auszeichnungen
- Tannen's International Magicians Competition in New York City
- Las Vegas World Seminar (Presented by Lance Burton)
- International Battle of Magicians (zweimal, 1996 and 1998)
- Columbus Magic Fest
- Kleinman Incentive Award, Most Promising Youth (SAM National Convention)
- Best Published Trick, Award for Creativity (Linking Ring magazine)
- Youngest magician to write One-Man-Parade (twenty page exposition of original effects) in Linking Ring magazine

## Bücher
- Overlap
- Joshua Jay’s Magic Atlas (wurde ins deutsche, französische und japanische übersetzt)
- A Teens Routine
- Session
- Magic: The Complete Course (Buch & DVD)
- Joshua Jay’s Amazing Book Of Cards (Buch & DVD)

## DVDs
- Close Up, Up Close: Volumes 1-3
- Talk About Tricks – 3 DVD Set
- Methods in Magic – Live in the UK
- Unreal – 4 DVD-Set
- Handpicked Astonishments Vol 1-3